# Chartham
Chartham is een civil parish in het bestuurlijke gebied City of Canterbury, in het Engelse graafschap Kent met 4261 inwoners.